# Panzerjäger I
Panzerjäger I(tên tiếng Anh:tank hunter-tạm dịch:sát thủ tăng) là tên một loại pháo tự hành diệt tăng của Đức Quốc xã trong thế chiến II. Nó là chiếc pháo tự hành diệt tăng duy nhất được thấy của Đức trên mặt trận Bắc Phi. Panzerjäger I trang bị một khẩu pháo Czech Skoda 4.7 cm(1.9 in), khẩu pháo này được cải tiến từ pháo chính của tăng Panzer-I Ausf.B. Khi được chế tạo nó được dự định để tham gia trận chiến nước Pháp, mặt trận châu Phi và mặt trận phía Đông. Mặc dù tiêu diệt được một lượng khá tăng Char B1 (đây là một loại tăng hạng nặng của Pháp nhưng có tốc độ di chuyển cũng như độ linh hoạt rất thấp), Crusader(tăng hạng trung của Anh) trong trận chiến nước Pháp và mặt trận Bắc Phi, nhưng Panzerjäger I vẫn là một pháo tự hành tương đối yếu do có lớp giáp bọc quá mỏng và vũ khí không có gì đột phá.

## Thiết kế và sản xuất
Panzerjäger I sử dụng khung tăng Panzer-I, nhưng có điều bỏ đi phần tháp pháo và thay vào đó là một lớp khiên mỏng để bảo vệ kíp lái và súng chính. Bộ đồng trục, hệ thống treo và trục xe của Panzer-I được thay thế toàn bộ và thay vào đó là một hệ thống mới toanh. Panzerjäger I có thể mang được 74 viên đạn phá giáp tăng và 10 viên đạn loại đặc biệt HE.
Có tổng cộng 202 chiếc đã được sản xuất trong thời gian từ năm 1940-1941. Alkett sản xuất 132 chiếc đầu tiên vào năm 1940. Số còn lại được Alkett giao cho một chi nhánh của mình là Klöckner-Humboldt-Deutz sản xuất. Đáng ra tất cả chúng đều được trang bị khiên đỡ đạn ở mặt trước, tuy nhiên một số phiên bản không lắp đặt bởi vì lý do thiếu khiên. Đến đầu năm 1942, dự án sản xuất Panzerjäger I chính thức dừng hoạt động.
|                           | Trước                 | Thân(sườn)            | Sau                 | Đỉnh/tháp pháo |
| Khiên đỡ                  | 14,5 mm (0,57 in)/27° | 14,5 mm (0,57 in)/27° | không có            | không có       |
| Chỗ gắn thân và tháp pháo | 13 mm (0,51 in)/22°   | 13 mm (0,51 in)/12°   | 13 mm (0,51 in)/0°  | 6 mm (0,24 in) |
| Thân tăng                 | 13 mm (0,51 in)/27°   | 13 mm (0,51 in)/0°    | 13 mm (0,51 in)/17° | 6 mm (0,24 in) |

## Hoạt động
Có khoảng 99 chiếc Panzerjäger I được giao cho tiểu đoàn chống tăng số 521-616-643 và 670 trong trận chiến nước Pháp. Nhưng trong ngày đầu tấn công, chỉ có sư đoàn 521 là cùng di chuyển và bộ binh đến tấn công Pháp, 3 sư đoàn còn lại được giữ trong một số vị trí mai phục.
Tiểu đoàn chống số 605 tại Bắc Phi nhận được 27 chiếc Panzerjäger I. Tiểu đoàn đổ bộ vào Tripoli, Libya vào giữa tháng 3/1941(18/3-21/3). Có 24 chiếc đổ bộ thành công, 3 chiếc còn lại bị chiến hạm Anh bắn trúng và rớt xuống biển. Mở đầu trận chiến, sư đoàn tăng Crusader rất mạnh với lực lượng đông và chất lượng nhưng sau khi bị dính bẫy của quân Đức tại Libya, Panzer-IV và Panzerjäger I đã bắn nát hơn 30 chiếc Crusader. Vì số lượng tăng ở Bắc Phi của quân đội Đức bị phá huỷ tương đối nên vào tháng 1/1942, thêm một tiểu đoàn Panzerjäger I  và Panzer-IV nữa được cử đến Bắc Phi. Cùng tháng, lực lượng Đức lại tiếp tục giao chiến với quân Anh tại trận Gazala và trong trận này thiết giáp của cả hai bên cùng bị thiệt hại nặng. Số tăng này tiếp tục cầm cự với liên quân Anh-Mỹ cho đến tận trận El Alamein lần thứ hai.
Tiểu đoàn chống tăng số 521-529-616-643 và 670 với hơn 135 chiếc Panzerjäger I  được cử đến Ba Lan để sẵn sàng cho cuộc hành quân Barbarossa.Chúng được phân vào các cụm tập đoàn cụ thể dưới đây:
| Số  | Quân đoàn        | Sư đoàn    | Cụm tập đoàn                |
| --- | ---------------- | ---------- | --------------------------- |
| 521 | Quân đoàn XXIV   | 2nd Panzer | Cụm tập đoàn quân trung tâm |
| 529 | Quân đoàn VII    | 4th Army   | Cụm tập đoàn quân trung tâm |
| 616 |                  | 4th Panzer | Cụm tập đoàn quân phía Bắc  |
| 643 | Quân đoàn XXXXIX | 3rd Panzer | Cụm tập đoàn quân trung tâm |
| 670 |                  | 1st Panzer | Cụm tập đoàn quân phía Nam  |

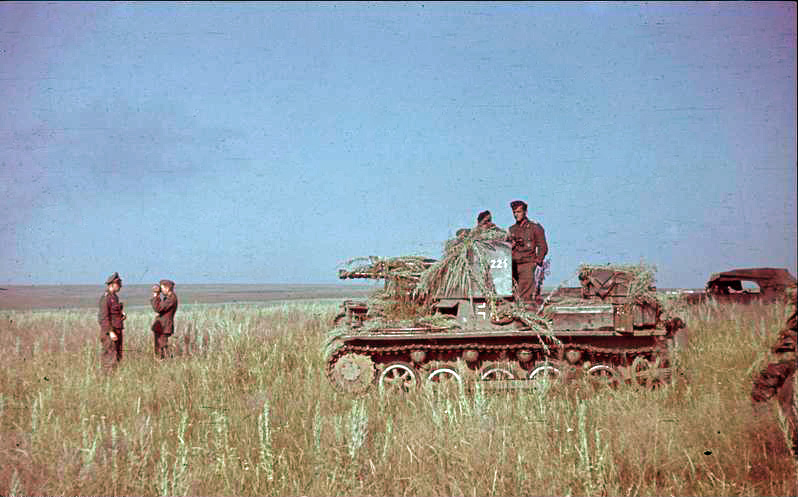
Một tấm ảnh tư liệu màu của Panzerjäger I tại phía Tây Ukraine

Vào ngày 27/71941, tiểu đoàn chống tăng số 529 sau khi giao chiến trận đầu đã mất bốn chiếc Panzerjäger I.Ngày 23/11/1941, tiểu đoàn này báo cáo lại rằng họ vẫn còn 16 chiếc Panzerjäger I.Nhưng đến mùa đông năm 1941-1942 hầu như số Panzerjäger I còn lại không hoạt động được(do tuyết quá dày).Tiểu đoàn chống tăng số 521 báo cáo lại rằng họ chỉ cử có bốn chiếc đi tuần.Sư đoàn số 529 bị máy bay ném bom ngày 30/6/1942 khiến cho hơn 16 chiếc Panzerjäger I bị hư hỏng nặng và cùng tháng sư đoàn này bị giải tán.Từ trận phản công Moskva-trận Stalingrad, tất cả các sư đoàn Panzerjäger I đều bị giải tán hoặc phá huỷ, chỉ còn riêng tiểu đoàn số 616 là còn trụ lại đến tận mùa thu năm 1942.